# Jeg hører i Natten den vuggende Lyd
"Jeg hører i Natten den vuggende Lyd" er et digt af Holger Drachmann fra samlingen Sange ved Havet – Venezia (1877). Digtet blev skrevet under en rejse til Italien i 1876, hvor Drachmann besøgte Venedig.
Digtet er en del af lyrikantologien i Kulturkanonen fra 2006.

## Digtet
"Jeg hører i Natten den vuggende Lyd" indeholder tre strofer på hver tretten linjer, hvoraf den sidste er gennemgående i alle strofer ("Snehvide, Snehvide, Du døde!"). Rimmønsteret er A-B-C-C-A-D-E-E-D-F-F-G-G.
Lyden af bølgerne i Venedigs kanaler får digteren til at tænke på sin hustru, Vilhelmine Erichsen, som han opfatter som eventyrfiguren Snehvide, hvor hun tilsyneladende er død (Vilhelmine var ikke død, men parret var gået fra hinanden), og de syv småbitte dværge bærer hende på ligfærden. Digtet bærer præg af digterens skyldfølelse, da han måske magter at genoplive Snehvide (dvs. genoptage forholdet til Vilhelmine).